# Англо-египатски рат
Англо-египатски рат вођен је 1882. године између египатских и суданских снага под Ахмедом Урабијем са једне и британске војске са друге стране. Завршен је поразом Египта.

## Увод
Године 1863. на египатски престо дошао је Исмаил. Он је жудео да Египат учини европском, а не афричком земљом. То је довело до више непромишљених и неодмерених трошкова који су, истина, подигли ниво живота и модернизације Египта, али су истовремено довели до његове пропасти. Исмаил је 1867. године од турског султана по високој цени купио титулу кедива (господара). Египат је проглашен кедиватом. То је, у суштини, значило признавање скоро пуног суверенитета Египта. Међутим, истовремено је значило и удвостручење дажбина.

## Рат
У време Исмаилове владавине, европски чиновници, васпитачи, саветници и војници масовно су пристизали у Египат. Странци су имали повлашћени положај; били су ослобођени од високих пореза, за њих су формирани посебни судови и сл. То је довело до гурања Египћана у страну, а истовремено и до појаве египатског национализма. Резултат је националистички устанак Ураби-паше 1881. године. Француска се повлачи, а Британија је одлучила да војно интервенише. Дана 11. јула 1882. бомбардована је Александрија, а након четири дана град је освојен. Након победа у бици код Тел ел Кабира (Гарнет Вулзли и Ураби-паша) Британија је загосподарила Египтом. Стратешка важност Суецког канала била је превелика да би Британци могли толерисати независност Египта. Влада у Лондону је, након извесних недоумица, одлучила да у Каиру постави генералног конзула. Он би требало да влада Египтом у име Британаца. Египат се сада налазио у парадоксалној ситуацији. Званично је и даље био део Османског царства, али је њиме управљао вицекраљ (кедив) независан од Истанбула који је, заправо, био под политичком и војном контролом Велике Британије.